# Notarielles Nachlassverzeichnis
Das notarielle Nachlassverzeichnis ist ein amtliches Verzeichnis des deutschen Erbrechts, das dem enterbten Pflichtteilsberechtigten, die Durchsetzung seines Pflichtteilsanspruchs ermöglichen soll (§ 2314 BGB).
Der Pflichtteilsberechtigte kann wahlweise neben seinem Anspruch auf Vorlage eines privaten Bestandsverzeichnisses den Anspruch auf Vorlage eines notariellen Nachlassverzeichnisses geltend machen. Hat der Erbe zunächst ein privates Nachlassverzeichnis vorgelegt, kann der Pflichtteilsberechtigte zusätzlich ein amtliches Nachlassverzeichnis, das von einem Notar aufzunehmen ist, verlangen.

## Praktische Bedeutung
Der Pflichtteilsberechtigte kennt oft den Umfang des Nachlasses nicht. Er braucht aber diese Kenntnis, um seinen Pflichtteilsanspruch beziffern zu können. Deshalb gewährt ihm § 2314 BGB einen Anspruch auf ein Verzeichnis des Nachlassbestandes und – daneben – dessen Bewertung durch Sachverständigengutachten. Das notarielle Nachlassverzeichnis hat dabei eine höhere Richtigkeitsgewähr als ein privat vom Erben errichtetes Verzeichnis. Mittels des notariellen Nachlassverzeichnisses, dessen Erstellung an den Notar hohe Anforderungen stellt, kann der enterbte Pflichtteilsberechtigte sein verfassungsrechtlich geschütztes Pflichtteilsrecht durchsetzen. Das notarielles Verzeichnis hat lediglich die gesamten Nachlassgegenstände und pflichtteilsrelevante Verfügungen zu erfassen und deren wertbildende Faktoren zu beschreiben. Wertangaben sind nicht erforderlich. Der Notar kann den Nachlass nur in seinem Amtsbezirk ermitteln, der sich mit dem Bezirk des Oberlandesgericht deckt, in dem der Notar seinen Amtssitz hat. Befinden sich Nachlassgegenstände außerhalb des Amtsbezirks, kann es erforderlich sein, dass ein dort ansässiger Notar ein zweites notarielles Teilverzeichnis über die dortigen Nachlassgegenstände ermittelt. Übernimmt der Notar ungeprüft Informationen des Erben, ohne selbständig zu ermitteln, liegt überhaupt kein notarielles Nachlassverzeichnis im Sinne des § 2314 BGB vor.

## Durchsetzung
Die Pflicht zur Vorlage eines Nachlassverzeichnisses kann gerichtlich durchgesetzt werden. Das Urteil wird durch Festsetzung von Zwangsgeld, ersatzweise Zwangshaft, durchgesetzt, wenn der verurteilte Erbe das notarielle Nachlassverzeichnis trotz Urteils nicht vorlegt. In der Praxis kommt es oft zu großen zeitlichen Verzögerungen bei der Erstellung des Nachlassverzeichnisses durch die Notare.